# 刘成文
刘成文是中国漫画家，获得第八届漫友奖学金。。

## 作品
《漫头玩转08奥运》。
《武神赋》。
《秀逗海盗》
《李小猫传奇》荣获第6届金龙奖最佳四格漫画大奖。漫画讲述李小猫由于不懂得正确利用自身能力所以为了修炼自己就加入狸猫门。